# Auzeville-Tolosane
Auzeville-Tolosane ist eine südfranzösische Gemeinde im Département Haute-Garonne in der Région Okzitanien (zuvor Midi-Pyrénées). Sie gehört zum Arrondissement Toulouse und zum Kanton Castanet-Tolosan. Auzeville-Tolosane hat 4451 Einwohner (Stand: 1. Januar 2022), die Auzevillois(es) genannt werden.

## Geographie
Auzeville-Tolosane liegt am Canal du Midi, wenige Kilometer südsüdöstlich von Toulouse und gehört dem 2001 gegründeten Gemeindeverband Sicoval an. Nachbargemeinden von Auzeville-Tolosane sind Ramonville-Saint-Agne im Norden und Nordwesten, Labège im Osten, Castanet-Tolosan im Süden und Südosten, Mervilla im Süden und Südwesten sowie Pechbusque im Westen.
Durch die Gemeinde führt die Autoroute A 61 und die frühere Route nationale 113 (heutige D813).

## Bevölkerungsentwicklung
| Jahr                       | 1962 | 1968 | 1975 | 1982 | 1990 | 1999 | 2006 | 2017 | 2019 |
| -------------------------- | ---- | ---- | ---- | ---- | ---- | ---- | ---- | ---- | ---- |
| Einwohner                  | 456  | 491  | 1073 | 1808 | 2000 | 2202 | 2767 | 4126 | 4088 |
| Quellen: Cassini und INSEE |      |      |      |      |      |      |      |      |      |

## Sehenswürdigkeiten

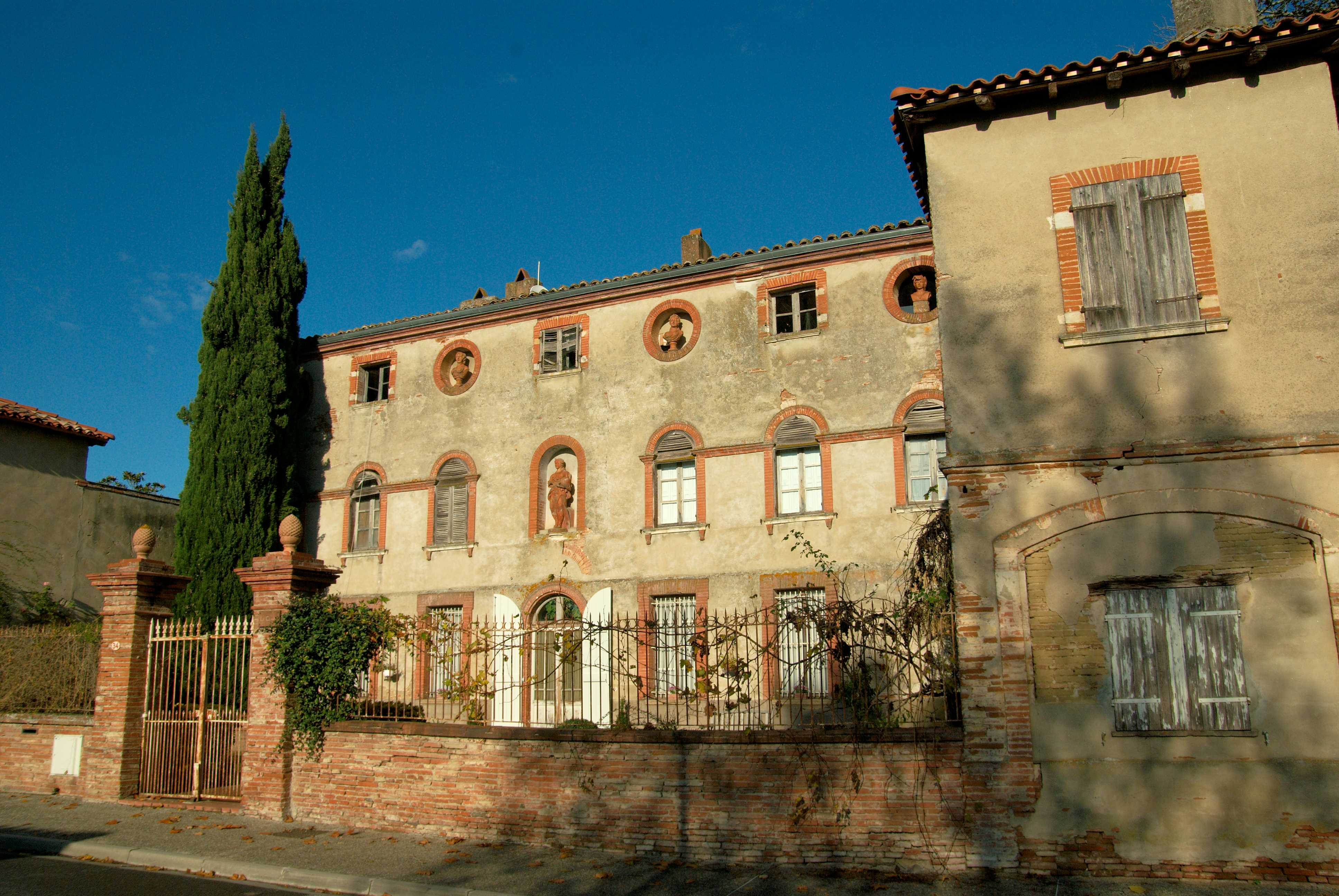
Maison aux Têtes

Siehe auch: Liste der Monuments historiques in Auzeville-Tolosane

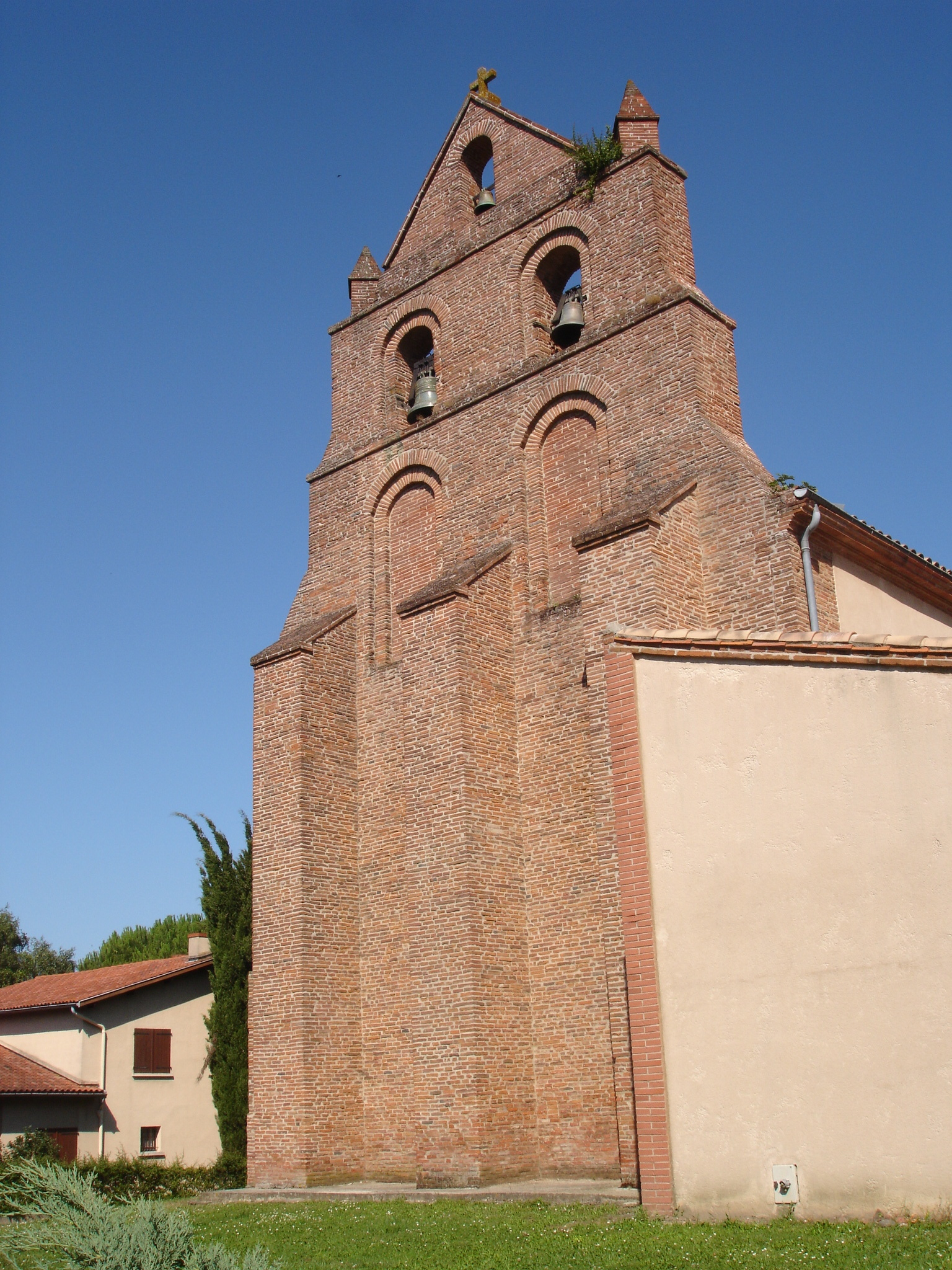
Kirche Saint-Séverin

- Drei Schlösser
- Maison aux Têtes
- Kirche Saint-Séverin

## Bildungseinrichtungen
In der Gemeinde befinden sich die École nationale supérieure agronomique de Toulouse und das Institut national polytechnique de Toulouse sowie ein Teil der Universität Toulouse III.

## Gemeindepartnerschaften
Mit der britischen Gemeinde Broughton and Bretton in Flintshire (Wales) und mit der rumänischen Gemeinde Călugăreni im Kreis Prahova verbinden Auzeville-Tolosane Partnerschaften.